# Agave boldinghiana
Agave boldinghiana ist eine Pflanzenart aus der Gattung der Agaven (Agave).

## Beschreibung

### Vegetative Merkmale
Agave boldinghiana wächst nahezu stammlos mit sprossenden Rosetten. Ihre grünen, nur sehr wenig glauken, schmal verkehrt lanzettlichen, offen konkaven Laubblätter sind etwas spitz zulaufend. Die Blattspreite ist 90 bis 125 Zentimeter lang und etwa 15 Zentimeter breit. Der Blattrand ist ziemlich gerade. An ihm befinden sich meist 2 bis 5 Millimeter lange Randzähne, die in der Regel 1 bis 1,5 Zentimeter voneinander entfernt stehen. Die stark dreieckigen, anfangs scharlachroten Randzähne werden später kastanienbraun und entspringen einer halbmondförmigen Basis. Sie sind in der Nähe der Blattspitze oft unregelmäßig auswärts gebogen. Unten sind sie zurückgebogen. Der nadelartige, etwas aufwärtsgebogene und bogige Enddorn ist gefurcht. Er ist 25 bis 30 Millimeter lang. Zur Spitze hin ist er poliert. Der Enddorn ist herablaufend und besitzt in der Regel einwärts gebogene Ränder.

### Blütenstände und Blüten
Der schmal längliche, „rispige“ Blütenstand erreicht eine Länge von etwa 5 Meter. Die wenigen, weit voneinander entfernten Teilblütenstände befinden sich auf ansteigenden Ästen in der oberen Hälfte (oder weniger) des Blütenstandes. Der Blütenstand trägt reichlich Bulbillen. Die 45 Millimeter langen Blüten stehen an 5 Millimeter langen Blütenstielen. Ihre Perigonblätter sind goldgelb. Ihre Zipfel sind 15 Millimeter lang. Die konische Blütenröhre weist eine Länge von etwa 7 Millimeter auf. Der breit spindelförmige Fruchtknoten ist 20 bis 25 Millimeter lang.

### Früchte und Samen
Über die Früchte und Samen ist nichts bekannt.

## Systematik und Verbreitung
Agave boldinghiana ist auf den zu den Inseln unter dem Winde gehörenden Inseln Aruba, Bonaire und Curaçao verbreitet.
Die Erstbeschreibung durch William Trelease wurde 1913 veröffentlicht.

## Nachweise